# Aloe lolwensis
Aloe lolwensis ist eine Pflanzenart der Gattung der Aloen in der Unterfamilie der Affodillgewächse (Asphodeloideae). Das Artepitheton lolwensis verweist auf das Vorkommen der Art beim Victoriasee, der in der Luo-Sprache Lolwe heißt.

## Beschreibung

### Vegetative Merkmale
Aloe lolwensis wächst stammlos, verzweigt von der Basis aus und bildet dichte Klumpen. Die etwa 30 aufrechten bis leicht ausgebreiteten lanzettlichen Laubblätter bilden eine dichte Rosette. Die glänzend mittelgrüne Blattspreite ist bis zu 50 Zentimeter lang und 11 Zentimeter breit. Die stechenden, grünen, rotbraun gespitzten Zähne am Blattrand sind 3 Millimeter lang und stehen 12 bis 15 Millimeter voneinander entfernt. Der bräunlich gelbe Blattsaft trocknet blassbraun.

### Blütenstände und Blüten
Der aufrechte Blütenstand weist sieben bis neun Zweige auf und erreicht eine Länge von bis zu 130 Zentimeter. Die untersten von ihnen sind nochmals verzweigt. Die ziemlich dichten Trauben sind zylindrisch. Endständige Trauben sind bis 20 Zentimeter lang und 6 Zentimeter breit. Die übrigen sind 6 bis 15 Zentimeter lang. Die eiförmig-spitzen, blassbraunen Brakteen weisen eine Länge von 3 Millimeter auf und sind 2 Millimeter breit. Die leuchtend korallenroten Blüten stehen an 6 bis 7 Millimeter langen Blütenstielen. Sie sind 28 bis 33 Millimeter lang und an ihrer Basis gerundet. Auf Höhe des Fruchtknotens weisen die Blüten einen Durchmesser von 6 Millimeter auf. Darüber sind sie auf 5 Millimeter verengt und schließlich unterhalb der Mündung auf 7 Millimeter erweitert. Ihre äußeren Perigonblätter sind auf einer Länge von 13 bis 14 Millimetern nicht miteinander verwachsen. Die Staubblätter und der Griffel ragen 5 bis 10 Millimeter aus der Blüte heraus.

## Systematik und Verbreitung
Aloe lolwensis ist in Kenia auf Grasland mit zerstreuten Büschen in Höhen von 1220 bis 1550 Metern verbreitet.
Die Erstbeschreibung durch Leonard Eric Newton wurde 2001 veröffentlicht.

## Nachweise